# Лю Ли (дзюдоистка)
Лю Ли (кит. 刘立; род. 13 октября 1998 года, Чанша, Хунань, Китай) — китайская парадзюдоистка. Чемпионка летних Паралимпийских игр 2024 года в Париже.

## Биография
6 сентября 2024 года приняла участие на летних Паралимпийских играх 2024 в Париже и стала Паралимпийской чемпионкой в весовой категории до 70 кг (класс J1). В четвертьфинале победила аргентинскую дзюдоистку Надю Боггиано Алегре, в полуфинале — шведку Николину Пернхейм Гудрич, в финале — бразильянку Бренду Созу.

## Спортивные результаты
| Год  | Турнир                          | Место проведения | Категория    | Место |
| ---- | ------------------------------- | ---------------- | ------------ | ----- |
| 2023 | Азиатские Параигры 2022         | Ханчжоу          | до 70 кг, J1 | 1     |
| 2024 | Летние Паралимпийские игры 2024 | Париж            | до 70 кг, J1 | 1     |